# Stelis virens
Stelis virens är en orkidéart som beskrevs av Rudolf Schlechter. Stelis virens ingår i släktet Stelis och familjen orkidéer. Inga underarter finns listade i Catalogue of Life.